# Tengai Makyō II: Manjimaru
Tengai Makyō II: Manjimaru (天外魔境II 卍MARU?) es un videojuego de rol creado por Red Company y publicado originalmente para PC-Engine Super CD-ROM2 en 1992 por Hudson Soft. Es el segundo título de la serie Tengai Makyō. Recibió un remake para Nintendo GameCube y PlayStation 2 en 2003, y posteriormente para Nintendo DS en 2006. Ninguna versión se ha publicado oficialmente fuera de Japón.